# 사타케 요시노부 (1570년)

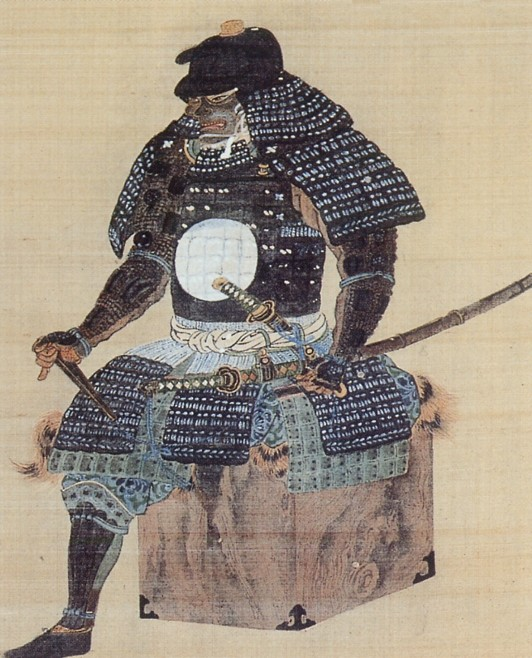
덴토쿠지 소장

사타케 요시노부(일본어: 佐竹義宣 さたけ よしのぶ[*], 겐키 원년 음력 7월 16일(1570년 8월 17일) ~ 간에이 10년 음력 1월 25일(1633년 3월 5일))는 일본 에도 시대의 다이묘로, 구보타번의 초대 번주이며, 사타케씨 제19대 당주이다. 어릴적 이름은 도쿠주마루(徳寿丸)이며, 통칭은 지로(次郎)이다. 관위는 종사위상, 좌근위중장, 우쿄노다이부(右京大夫)이다.

## 생애

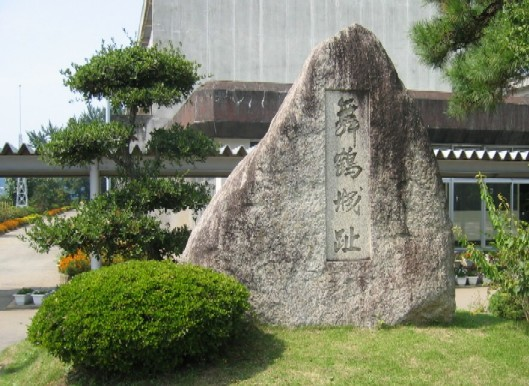
오타성지(太田城址)

사타케 요시시게의 맏아들로 태어났다. 덴쇼 17년(1589년)에 아버지 요시시게가 은거하자 그 뒤를 이어 가문을 계승하였다. 덴쇼 연간 말기에 이르러 사타케 씨는 북으로는 다테 마사무네, 남으로는 호조 우지나오의 압박을 받아 멸망의 위기에 놓였으나, 도요토미 히데요시가 오다와라 정벌을 개시하자 요시노부는 히데요시 휘하로 출진하여 오시성 전투에 참가했고, 뒤이은 오슈 처분에 따라 영지 소유를 인정받았다. 이때 사타케 씨는 도쿠가와씨, 마에다씨, 시마즈씨, 모리씨, 우에스기씨과 함께 도요토미 정권의 6대장으로 불렸다고 한다. 그 후, 도요토미의 힘을 배경으로 하여 히타치국 내에서 적대하고 있던 에도 시게미치를 몰아내고, 남방 33관의 고쿠진들을 모살하여, 유키씨 영지를 제외한 히타치 54만 석 영지를 획득하는 데에 성공했다.
이시다 미쓰나리와 친분이 있어, 게이초 4년(1599년)에 가토 기요마사 등 일곱 장수들에 의해 미쓰나리 습격 사건이 발생하자, 우키타 히데이에, 도쿠가와 이에야스와 손을 잡고 미쓰나리를 구출하였다. 이듬해 발발한 세키가하라 전투에서는 우애와 의리를 중시하여 가신들의 반대를 무릅쓰고 미쓰나리의 서군 측에 선다는 입장을 표명했다. 하지만 아버지 요시시게가 이에야스의 동군 편을 드는 등, 가문의 의견이나 태도를 확실히 하지는 않았다. 동군이 기후성을 함락시키자 이에야스 앞으로 축하 사자를 파견하고, 휘하에 있던 사타케 요시히사의 군대가 도쿠가와 히데타다 쪽으로 나아간 일 외에는 중립을 유지했다. 전투가 끝난 게이초 6년에 그러한 애매모호한 태도에 관하여 이에야스의 질타를 받고, 히타치노쿠니 미토의 54만 석에서 데와 구보타의 21만 석으로 삭감 전봉되었다.
전봉된 이후 요시노부는 데와 미나토성을 폐하고 구보타성, 가쿠노다테성, 요코테성, 오다테성을 거점으로 삼고 내정을 펼쳤다. 시부에 마사미쓰, 우메즈 마사카게, 스다 모리히데 같은 간토 지방, 무쓰국의 옛 다이묘들의 유신들과 사타케 가문의 옛 가신들을 적극적으로 등용하여 개간 정책을 펴는 등 가문의 재건에 힘썼다. 이로써 에도 중기 구보타번의 실제 고쿠다카는 45만 석을 상회하였다. 다른 가문의 가신이었고 나이도 젊은 시부에 마사미쓰를 중용한 것이 대대로 사타케 가문을 넘긴 가신들의 반감을 사게 되어 요시노부와 마사미쓰를 암살하려는 모의가 생겨났으나, 오히려 요시노부가 이를 적발하여 암살 기도를 한 가신들을 숙청하였으니 이를 가와이 사건이라 부른다. 게이초 19년(1614년) 오사카 전투에서는 도쿠가와 군 측에 참가하였고, 겨울 전투에서는 도요토미군의 기무라 시게나리, 고토 모토쓰구에게 고전하여 이마후쿠 전투에서 시부에 마사미쓰가 전사하기도 하였다.
겐나 7년(1621년), 적자가 없던 요시노부는 넷째 동생 요시나오를 양자로 맞이하였으나, 간에이 3년(1626년)에 폐적시켰다. 그리고 그해 다시 둘째 동생 이와키 사다타카의 아들 요시타카를 양자로 들였다. 간에이 10년(1633년), 에도의 저택에서 64세의 나이로 사망하였고, 요시타카가 그 뒤를 이었다.

## 인물
다도를 후루타 오리베(古田織部)에게 배운 다인이기도 해, 동국 제일의 기구자(풍류객)라고 자부하고 있었다.

## 묘소·유품

### 묘소
덴토쿠지(天徳寺, 아키타현 아키타시) - 사타케씨의 보다이지(菩提寺)

### 유품
히토이로 가와즈쓰미호토케도오 구로이토도시 구소쿠 (아키타 시립 사타케 사료관 소장)